# Cantonul Bernay-Ouest
Cantonul Bernay-Ouest este un canton din arondismentul Bernay, departamentul Eure, regiunea Haute-Normandie, Franța.

## Comune
| Comune                        | Populație (1999) | Cod poștal | Cod INSEE |
| ----------------------------- | ---------------- | ---------- | --------- |
| Bernay                        | 10 434 (1)       | 27300      | 27056     |
| Caorches-Saint-Nicolas        | 564              | 27300      | 27129     |
| Courbépine                    | 619              | 27300      | 27179     |
| Malouy                        | 98               | 27300      | 27381     |
| Plainville                    | 205              | 27300      | 27460     |
| Plasnes                       | 618              | 27300      | 27463     |
| Saint-Martin-du-Tilleul       | 269              | 27300      | 27569     |
| Saint-Victor-de-Chrétienville | 376              | 27300      | 27608     |
| Valailles                     | 321              | 27300      | 27667     |